# NK Kalnik
Nogometni klub "Kalnik" (NK "Kalnik"; "Kalnik") je nogometni klub iz Kalnika, općina Kalnik, Koprivničko-križevačka županija, Republika Hrvatska. 
 
Klupska boja je plava. 

## O klubu
NK "Kalnik" je osnovan 1974. godine, kada je osnovana Općinska nogometna liga Križevci, u kojoj se klub natjecao. Klub djeluje do 1980.-ih godina, te prestaje s radom. Do obnove rada kluba dolazi 2007. godine, te se klub nakon nekoliko godina počinje natjecati u županijskim ligama Nogometnog saveza Koprivničko-križevačke županije. 2019. godine klub je isključen iz 2. ŽNL Koprivničko-križevačke, nakon što nisu nastupili na nekoliko utakmica. 
 
Klub i dalje djeluje, ali ne sudjeluje u službenim natjecanjima, te planira izgradnju novog igrališta.

## Uspjesi
3. ŽNL Koprivničko-križevačka
- prvak: 2016./17. (Križevci)
- drugoplasirani: 2015./16. (Križevci), 2017./18.

## Pregled plasmana po sezonama
| sezona    | rang lige | liga                                     | dio lige | poz.   | klubova u ligi | ut     | pob    | ner    | por    | gol+   | gol-   | bod     | napomene                     | izvori |
| Kalnik    | Kalnik    | Kalnik                                   | Kalnik   | Kalnik | Kalnik         | Kalnik | Kalnik | Kalnik | Kalnik | Kalnik | Kalnik | Kalnik  | Kalnik                       | Kalnik |
| --------- | --------- | ---------------------------------------- | -------- | ------ | -------------- | ------ | ------ | ------ | ------ | ------ | ------ | ------- | ---------------------------- | ------ |
| 2013./14. | VI.       | 3. ŽNL Koprivničko-križevačka – Križevci |          | 6.     | 11             | 20     | 10     | 2      | 8      | 75     | 54     | 29 (-3) |                              |        |
| 2014./15. | VII.      | 3. ŽNL Koprivničko-križevačka – Križevci |          | 5.     | 11             | 20     | 11     | 3      | 6      | 54     | 30     | 36      |                              |        |
| 2015./16. | VII.      | 3. ŽNL Koprivničko-križevačka – Križevci |          | 2.     | 11             | 20     | 15     | 1      | 4      | 76     | 26     | 46      |                              |        |
| 2016./17. | VII.      | 3. ŽNL Koprivničko-križevačka – Križevci |          | 1.     | 10             | 18     | 16     | 1      | 1      | 65     | 18     | 49      |                              |        |
| 2017./18. | VII.      | 3. ŽNL Koprivničko-križevačka            |          | 2.     | 14             | 26     | 17     | 2      | 7      | 94     | 49     | 53      |                              |        |
| 2018./19. | VI.       | 2. ŽNL Koprivničko-križevačka            |          | (14.)  | 14             | 13     | 5      | 0      | 8      | 24     | 51     | 14 (-1) | odustali u proljetnom dijelu |        |
|           |           |                                          |          |        |                |        |        |        |        |        |        |         |                              |        |
|           |           |                                          |          |        |                |        |        |        |        |        |        |         |                              |        |

## Unutarnje poveznice
- Kalnik (općina)
- Općina Kalnik

## Vanjske poveznice
- Nk Kalnik, facebook stranica
- localgymsandfitness.com, Nk Kalnik
- sportilus.com, NOGOMETNI KLUB KALNIK